# Callum Wilson
Callum Eddie Graham Wilson (Coventry, Inglaterra, 27 de febrero de 1992) es un futbolista británico. Juega de delantero y su equipo es el West Ham United F. C. de la Premier League de Inglaterra.

## Trayectoria
Wilson realizó su formación en las categorías inferiores del Coventry City. El 14 de agosto de 2009 debutó con el primer equipo en un partido de Copa de la Liga. En la siguiente campaña solo tuvo una participación, mientras que en la temporada 2011-12 no llegó a jugar ningún partido con los sky blues. En ese tiempo jugó como cedido en el Kettering Town (2011) y el Tamworth (enero de 2012), equipos de Conference Premier.
En la temporada 2013-14 fue el máximo goleador del Coventry en League One, con 22 tantos, además de dar siete pases de gol. Esto le permitió ser incluido en el once ideal por la PFA.
En julio de 2014 fichó por el AFC Bournemouth a cambio de unos tres millones de libras. En su debut logró un doblete ante el Huddersfield (0-4). Acabó la temporada con 23 goles en su haber, además de trece asistencias, que ayudaron al histórico ascenso de los cherries a la Premier League.
El 22 de agosto, en su tercer partido en Premier League, logró un hat-trick en la primera victoria de la temporada por 3 a 4 ante el West Ham. Poco más de un mes después sufrió una rotura del ligamento cruzado de la rodilla derecha que le tuvo más de seis meses de baja. El 1 de febrero de 2017, cuando llevaba seis goles, se volvió a romper el ligamento cruzado. El 18 de noviembre, poco después de recuperarse, volvió a lograr un hat-trick ante el Huddersfield Town A. F. C. (4-0). Acabó su tercera temporada en la Premier League como máximo goleador del equipo, con ocho tantos. 
Inició la temporada 2018-19 con seis goles y cuatro asistencias en las primeras once jornadas, que le llevaron a ser convocado por la selección inglesa.

## Selección nacional
En noviembre de 2014 recibió su primera convocatoria con la selección sub-21 inglesa.
El 8 de noviembre de 2018 fue convocado por Gareth Southgate para acudir a la concentración de la selección inglesa. El 15 de noviembre debutó como titular en el amistoso ante Estados Unidos, en Wembley. Marcó el tercer tanto inglés, en el minuto 76, al rematar con la pierna izquierda un pase de Fabian Delph.

### Participaciones en Copas del Mundo
| Copa              | Sede  | Resultado        | Partidos | Goles |
| ----------------- | ----- | ---------------- | -------- | ----- |
| Copa Mundial 2022 | Catar | Cuartos de final | 2        | 0     |

## Estadísticas

### Clubes y selección
| Club                    | País          | Año           | Partidos | Goles | Media goleadora |
| ----------------------- | ------------- | ------------- | -------- | ----- | --------------- |
| Coventry City F. C.     | Inglaterra    | 2009-2014     | 55       | 23    | 0,42            |
| Kettering Town F. C.    | Inglaterra    | 2011          | 17       | 1     | 0,06            |
| Tamworth F. C.          | Inglaterra    | 2011-2012     | 3        | 1     | 0,33            |
| AFC Bournemouth         | Inglaterra    | 2014-2020     | 187      | 67    | 0,36            |
| Newcastle United F. C.  | Inglaterra    | 2020-2025     | 130      | 49    | 0,38            |
| West Ham United F. C.   | Inglaterra    | 2025-presente |          |       |                 |
| Selección de Inglaterra | Inglaterra    | 2018-presente | 9        | 2     | 0,22            |
| Total carrera           | Total carrera | Total carrera | 401      | 143   | 0,36            |

## Palmarés

### Títulos nacionales
| Título          | Club                   | País       | Año  |
| --------------- | ---------------------- | ---------- | ---- |
| Copa de la Liga | Newcastle United F. C. | Inglaterra | 2025 |